# 渡辺みなみ (タレント)
渡辺 みなみ（わたなべ みなみ、1990年11月1日 - ）は、日本の女優、タレント。
静岡県出身。トレンドよりオスカープロモーション移籍、後に麗タレントプロモーションに所属していた。

## 略歴・人物
- 東海大学付属翔洋高等学校卒業。
- 2010年、映画『ローカルボーイズ!』（監督：堀江慶）で女優デビュー。
- 特技はバトントワリング。中学時代には全国大会で銀賞を受賞した[2]。

## 出演

### テレビドラマ
- 内藤大助物語いじめられっ子のチャンピオンベルト（2008年、TBS）
- 金曜プレステージ「ヤバい検事 矢場健〜ヤバケンの暴走捜査〜2」（2013年、フジテレビ） - ギャル 役
- 金曜ナイトドラマ「お天気お姉さん」第6話（2013年、テレビ朝日）[3]　- 水原こずえ 役
- 水曜ミステリー9「さすらい署長 風間昭平10」（2013年、テレビ東京）[4][5] - 本宮美奈子 役

### 映画
- ローカルボーイズ!（堀江慶監督、2010年） - シズカ 役

### WEB
- オンラインゲーム「グランディア」WEBフォトストーリー[6] - ミナ 役

### ラジオ
- 静岡何でも話（FMしみずマリンパル76.3、2007年・2009年） - ゲスト出演

### その他
- 東京湾納涼船（2010年）[7][8] - ゆかたダンサーズ
- 本厚木ミロード 2014年度 年間ビジュアル
- 静岡銀行 TVCM 〜デザインカード作れる篇〜